# Sabium

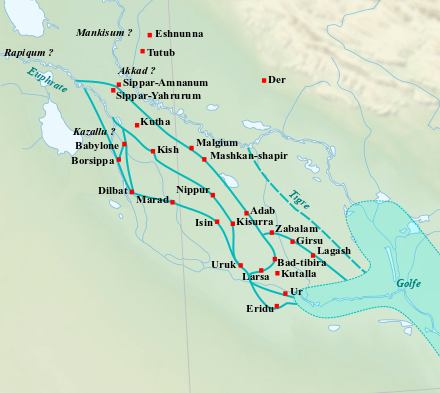
Mapa ważniejszych miast południowej Mezopotamii w 1. połowie II tys. p.n.e.

Sabium (Sābium) – trzeci król z I dynastii z Babilonu, syn i następca Sumu-la-Ela, panował przez 14 lat (1844-1831 p.n.e. - chronologia średnia).
Utrzymał zdobycze ojca, odpierając zwycięsko ataki Warad-Sina z Larsy, co nie przeszkadzało mu współdziałać z nim w złupieniu wspólnego wroga - Kazallum.